# Curt Bergsten
Curt Bergsten (24 giugno 1912 – 21 luglio 1987) è stato un calciatore svedese, di ruolo attaccante.